# Argentinische Wasserpest
Die Argentinische Wasserpest (Elodea callitrichoides), auch Wasserstern-Wasserpest genannt, ist eine  Pflanzenart aus der Gattung Wasserpest (Elodea) in der Familie der Froschbissgewächse (Hydrocharitaceae). Sie gedeiht submers in Gewässern.

## Beschreibung

### Vegetative Merkmale
Die Argentinische Wasserpest ist eine wintergrüne, ausdauernde Wasserpflanze, die Wuchslängen von 10 bis 200 Zentimetern erreicht. Die dunkelgrünen Blätter sind meist schlaff und flach – nicht, wie bei anderen Wasserpestarten, steif, gedreht oder zurückgebogen. Sie sind lineal und lang zugespitzt, 7,5- bis 15-mal so lang wie breit und wachsen quirlig meist zu dritt (2–4) an flutenden Stängeln. Die Stängelknoten sind grünlich.

### Generative Merkmale
Die Argentinische Wasserpest ist zweihäusig getrenntgeschlechtig (diözisch). Die Kronblätter der aus dem Wasser ragenden Blüten sind weiß gefärbt und geringfügig länger als die Kelchblätter. Männliche Blüten haben einen Durchmesser von 5,5 bis 9,5 Millimetern und sind zur Blütezeit nicht vom Stiel abgelöst.
Die Chromosomenzahl beträgt 2n = 48.

## Vorkommen
Die Argentinische Wasserpest gedeiht in stehenden und fließenden Gewässern vom Süden Uruguays bis Argentinien. In Frankreich und Deutschland wurde sie 1964 eingebürgert und gilt in Europa, wie die anderen Elodea-Arten auch, als Neophyt. In Europa finden sich nur männliche Pflanzen, so dass die Vermehrung rein vegetativ erfolgt. (Nach anderen Angaben kommen in Deutschland nur Pflanzen mit weiblichen Blüten vor.)
Die Argentinische Wasserpest gedeiht in Gesellschaften des Verbands Ranunculion fluitantis.

## Nutzung
Die Argentinische Wasserpest wird in wintermilden Gebieten als Zierpflanze für Gartenteiche sowie für Aquarien genutzt.